# Оплеснин, Иван Ильич
Иван Ильич Оплеснин — советский хозяйственный, государственный и политический деятель.

## Биография
Родился в 1903 году в Усть-Сысольске. Член КПСС с 1926 года.
С 1928 года — на хозяйственной, общественной и политической работе. В 1928—1970 гг. — преподаватель школы в Ленинграде, фабрично-заводской школы, училища, директор Сыктывкарского строительного техникума, заместитель директора Коми педагогического института, представитель Автономной области Коми (Зырян) — Коми АССР при ВЦИК, председатель СНК Коми АССР, начальник Кировского областного управления строительных материалов, секретарь Коми областного комитета ВКП(б) по промышленности, заместитель директора Базы Академии наук СССР в Коми АССР, на научной, административно-хозяйственной работе в Южно-Сахалинске и Свердловске.
Делегат XVIII съезда ВКП(б).
Умер в Свердловске в 1972 году.